# Jason Bateman
Jason Kent Bateman (Rye, Nova York, 14 de gener de 1969) és un actor, director i productor de televisió i cinema estatunidenc que va destacar la dècada del 1980 en sèries com Silver Spoons i The Hogan Family. Els primers anys del segle XXI va treballar a Arrested Development, que li va proporcionar diversos premis. Posteriorment, a Hollywood, ha aparegut a diverses pel·lícules: Juno (2007), Hancock (2008), Up in the Air (2009), Horrible Bosses (2011), Identity Thief (2013) i Bad Words (2014). La seva germana gran és l'actriu Justine Bateman.

## Filmografia

### Cinema
| Any  | Títol                                            | Paper                        | Notes           |
| ---- | ------------------------------------------------ | ---------------------------- | --------------- |
| 1987 | Teen Wolf Too                                    | Todd Howard                  | Film debut      |
| 1991 | Necessary Roughness                              | Jarvis Edison                |                 |
| 1992 | Breaking the Rules                               | Phil Stepler                 |                 |
| 1999 | Love Stinks                                      | Jesse Travis                 |                 |
| 2001 | Sol Goode                                        | Spider                       |                 |
| 2002 | The Sweetest Thing                               | Roger Donahue                |                 |
| 2004 | Starsky i Hutch (Starsky & Hutch)                | Kevin Jutsum                 |                 |
| 2004 | Dodgeball: A True Underdog Story                 | Pepper Brooks                |                 |
| 2006 | The Break-Up                                     | Mark Riggleman               |                 |
| 2006 | L'Arthur i els Minimoys (Arthur et les Minimoys) | Darkos                       | Veu             |
| 2007 | The Ex                                           | Chip Sanders                 |                 |
| 2007 | Smokin' Aces                                     | Rupert "Rip" Reed            |                 |
| 2007 | The Kingdom                                      | Adam Leavitt                 |                 |
| 2007 | Juno                                             | Mark Loring                  |                 |
| 2007 | Mr. Magorium's Wonder Emporium                   | Henry Weston                 |                 |
| 2008 | The Promotion                                    | Retreat leader               |                 |
| 2008 | Forgetting Sarah Marshall                        | Detectiu Animal Instincts    |                 |
| 2008 | Hancock                                          | Ray Embrey                   |                 |
| 2008 | Tropic Thunder                                   | Ell mateix                   | Cameo           |
| 2009 | State of Play                                    | Dominic Foy                  |                 |
| 2009 | The Invention of Lying                           | Doctor                       | Cameo           |
| 2009 | Up in the Air                                    | Craig Gregory                |                 |
| 2009 | Extract                                          | Joel Reynolds                |                 |
| 2009 | Couples Retreat                                  | Jason Smith                  |                 |
| 2010 | Un petit canvi (The Switch)                      | Wally Mars                   |                 |
| 2011 | Paul                                             | Agent Lorenzo Zoil           |                 |
| 2011 | Horrible Bosses                                  | Nick Hendricks               |                 |
| 2011 | The Change-Up                                    | Dave Lockwood / Mitch Planko |                 |
| 2012 | Hit and Run                                      | Keith Yert                   |                 |
| 2012 | Mansome                                          | Ell mateix                   |                 |
| 2013 | Identity Thief                                   | Sandy Bigelow Patterson      |                 |
| 2013 | Disconnect                                       | Rich Boyd                    |                 |
| 2014 | Bad Words                                        | Guy Trilby                   | També director  |
| 2014 | This Is Where I Leave You                        | Judd Altman                  |                 |
| 2014 | The Longest Week                                 | Conrad Valmont               |                 |
| 2014 | Com matar el teu cap 2                           | Nick Hendricks               |                 |
| 2015 | A Lego Brickumentary                             | Narrator (veu)               |                 |
| 2015 | El regal (The Gift)                              | Simon Callem                 |                 |
| 2015 | The Family Fang                                  | Baxter Fang                  | També director  |
| 2016 | Zootopia                                         | Nick Wilde (veu)             |                 |
| 2016 | Central Intelligence                             | Trevor Olson                 | Cameo           |
| 2016 | Office Christmas Party                           | Josh Parker                  |                 |
| 2018 | Game Night                                       | Max Davis                    | També productor |

## Premis i nominacions

### Premis
- 2005: Globus d'Or al millor actor en sèrie musical o còmica per Arrested Development

### Nominacions
- 2005: Primetime Emmy al millor actor en sèrie còmica per Arrested Development
- 2013: Primetime Emmy al millor actor en sèrie còmica per Arrested Development
- 2014: Globus d'Or al millor actor en sèrie musical o còmica per Arrested Development